# РШ-12
РШ-12 (Револьвер Штурмовой калибра 12,7) — револьвер тульского КБП. Револьвер стал побочным продуктом программы «Выхлоп», согласно которой был произведен штурмовой автомат АШ-12.

## История
Был разработан в 2000 году в филиале Тульского КБП: Центральном конструкторском исследовательском бюро спортивно-охотничьего оружия под тот же патрон 12,7×55 мм, что и штурмовой автомат АШ-12. Главным конструктором Виктор Зеленко со специалистами В. В. Злобиным, В.В. Казаковой, А. Ф. Каретниковой, Р. В. Русановой. Так же ЦКИБ СОО разработал его вариант РШ-9 калибра 9мм.

## Описание
Револьверный комплекс РШ-12 представляет собой револьвер с цельной металлической рамкой и с откидывающимся влево барабаном на 5 патронов. Благодаря тому, что выстрел производится из нижней каморы барабана, плечо отдачи у РШ-12 меньше, чем у многих других револьверов крупного калибра. У револьвера УСМ куркового типа с открытым расположением курка. Как и многие револьверы под мощные патроны, револьвер РШ-12 имеет усиленный кожух ствола, который оснащён вентиляционными отверстиями. Над стволом и под стволом предусмотрены системы рельсового интерфейса типа Picatinny для установки всевозможных прицелов, фонарей, ЛЦУ и др.
Для обеспечения малого плеча отдачи и, как следствие, уменьшения подброса ствола револьвер РШ-12 стреляет не из верхней каморы барабана, а из нижней, такое же техническое решение было использовано в револьвере ОЦ-38 инженера Стечкина. Прицельные приспособления включают в себя мушку и целик.
Для револьвера существует 3 приспособления:
- приклад съёмный складной;
- рукоятка съёмная подствольная;
- глушитель тактический.

## Патроны
Типы используемых патронов:
- ПС-12А с облегчённой пулей;
- ПД-12 двухпульный патрон;
- ПС-12 с утяжелённой пулей;
- ПС-12Б с бронебойной пулей;
- СЦ-130 ПТ повышенной точности;
- СЦ-130 ПТ1;
- СЦ-130 ПТ2 с бронзовой пулей;
- СЦ-130 ВПС с бронебойной пулей.
- СЦ-174 (Используется также в гражданской версии)

## Страны-эксплуатанты
- Россия — По состоянию на 2016 год находился на вооружении спецподразделений[1].